# Шед

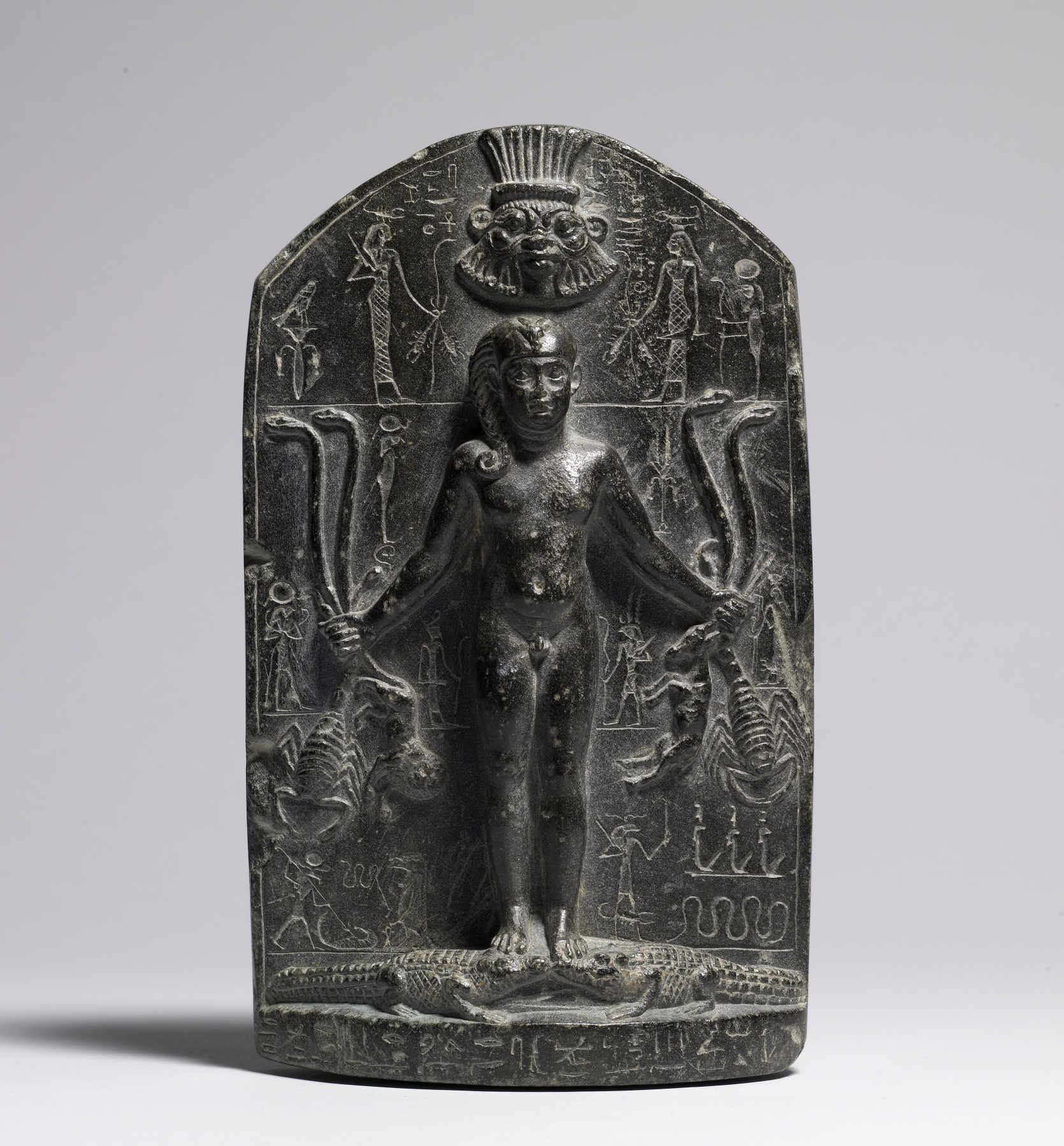
Шед, зневажає змій, скорпіонів, левів і крокодилів.

| F30 | D46 | A40 |

| F30 | D46 | A40 |

Шед — бог у давньоєгипетській міфології. У народі його прозвали «рятівником». Це один з перших богів, про якого стало відомо після періоду Амарни. Уособлюючи собою рятівника, його ототожнювали з Гором, зокрема з «Гором-дитиною». Шед не мав офіційного культу і місць поклоніння. В очах простих єгиптян він був рятівником, що відводив хвороби від людей, а також нещастя і небезпеки. На стеллі Меттерніха він виступає як переможець змій, скорпіонів і крокодилів.
Слово «рятівник» було ім'ям особистої поваги. В період Амарни воно інтерпретувалося як відповідь простих людей спробам Ехнатона заборонити давню релігію. Шед також розглядався як форма семітського бога Решефа. Шед міг бути зображений як молодий принц, що долає змій, левів і крокодилів.
Шеда бачили також помічником і захисником людей, які потребують допомоги державних службовців або фараона. Ступінь віри людей в цього бога був такий, що єгиптяни вважали, що зможуть навіть продовжити час перебування померлих у потойбічному світі. В період Нового царства, Шед-рятівник зображений на безлічі стел, на яких люди звертаються до нього або ж хвалять його за надану допомогу.